# Epidendrum waiandtii
Epidendrum waiandtii är en orkidéart som beskrevs av Vitorino Paiva Castro. Epidendrum waiandtii ingår i släktet Epidendrum och familjen orkidéer. Inga underarter finns listade i Catalogue of Life.